# 12e étape du Tour de France 1999
Pour un article plus général, voir Tour de France 1999.
La 12e étape du Tour de France 1999 s'est déroulée le vendredi 16 juillet 1999. Elle part de Saint-Galmier (Loire) et arrive à Saint-Flour (Cantal).

## Parcours
Longue de 201,5 km, l'étape compte deux difficultés principales : le col de la Croix de l'Homme Mort dès le km 36 (2e catégorie) et la côte de Lestival (2e catégorie) près de Langeac, en Haute-Loire, jusqu'alors inédite sur le Tour. Entre ces deux difficultés principales se succéderont le col des Pradeaux (3e catégorie), le premier sprint intermédiaire à Arlanc, la côte du Procureur (3e catégorie) peu avant La Chaise-Dieu, le col de Fix-Saint-Geneys (3e catégorie), puis le second sprint à Langeac peu avant la côte de l'Estival. La dernière difficulté du jour avant l'arrivée à Saint-Flour sera la côte de Védrines-Saint-Loup (3e catégorie) dans le Cantal.

## Classement de l'étape
| \| Classement de l'étape \| Classement de l'étape \| Classement de l'étape \| Classement de l'étape \| Classement de l'étape \| \| Coureur \| Coureur \| Pays \| Équipe \| Temps \| \| --------------------- \| --------------------- \| --------------------- \| ------------------------------- \| --------------------- \| \| 1er \| David Etxebarria \| Espagne \| ONCE-Deutsche Bank \| 4 h 53 min 50 s \| \| 2e \| François Simon \| France \| Crédit Agricole \| + 25 s \| \| 3e \| Alberto Elli \| Italie \| Deutsche Telekom \| + 33 s \| \| 4e \| Steve De Wolf \| Belgique \| Cofidis-Le Crédit par Téléphone \| + 40 s \| \| 5e \| José Castelblanco \| Colombie \| Kelme-Costa Blanca \| + 1 min 11 s \| \| 6e \| Massimiliano Lelli \| Italie \| Cofidis-Le Crédit par Téléphone \| + 1 min 18 s \| \| 7e \| Frédéric Bessy \| France \| Casino \| + 1 min 24 s \| \| 8e \| Marc Lotz \| Pays-Bas \| Rabobank \| + 1 min 32 s \| \| 9e \| Stéphane Heulot \| France \| La Française des jeux \| + 1 min 34 s \| \| 10e \| Didier Rous \| France \| Festina-Lotus \| + 1 min 50 s \| |                    |          |                                 |                 |
| |                    |          |                                 |                 |
| |                    |          |                                 |                 |
| Classement de l'étape |                    |          |                                 |                 |
| Coureur | Coureur            | Pays     | Équipe                          | Temps           |
| 1er | David Etxebarria   | Espagne  | ONCE-Deutsche Bank              | 4 h 53 min 50 s |
| 2e | François Simon     | France   | Crédit Agricole                 | + 25 s          |
| 3e | Alberto Elli       | Italie   | Deutsche Telekom                | + 33 s          |
| 4e | Steve De Wolf      | Belgique | Cofidis-Le Crédit par Téléphone | + 40 s          |
| 5e | José Castelblanco  | Colombie | Kelme-Costa Blanca              | + 1 min 11 s    |
| 6e | Massimiliano Lelli | Italie   | Cofidis-Le Crédit par Téléphone | + 1 min 18 s    |
| 7e | Frédéric Bessy     | France   | Casino                          | + 1 min 24 s    |
| 8e | Marc Lotz          | Pays-Bas | Rabobank                        | + 1 min 32 s    |
| 9e | Stéphane Heulot    | France   | La Française des jeux           | + 1 min 34 s    |
| 10e | Didier Rous        | France   | Festina-Lotus                   | + 1 min 50 s    |

## Classement général
Après cette étape de transition, pas de changement au classement général. Le porteur du maillot jaune l'Américain Lance Armstrong (US Postal Service) conserve bien évidement son maillot de leader. Il devance toujours l'Espagnol Abraham Olano (ONCE-Deutsche Bank) de sept minutes et 44 secondes du leader (il perd cependant deux secondes) et le Suisse Alex Zülle (Banesto) de 7 minutes et 47 secondes.
| \| Classement général \| Classement général \| Classement général \| Classement général \| Classement général \| \| Coureur \| Coureur \| Pays \| Équipe \| Temps \| \| ------------------ \| ------------------ \| ------------------ \| --------------------- \| ------------------ \| \| 1er \| Lance Armstrong \| États-Unis \| US Postal Service \| DQ \| \| 2e \| Abraham Olano \| Espagne \| ONCE-Deutsche Bank \| + 7 min 44 s \| \| 3e \| Alex Zülle \| Suisse \| Banesto \| + 7 min 47 s \| \| 4e \| Laurent Dufaux \| Suisse \| Saeco-Cannondale \| + 8 min 07 s \| \| 5e \| Fernando Escartín \| Espagne \| Kelme-Costa Blanca \| + 8 min 53 s \| \| 6e \| Stéphane Heulot \| France \| La Française des jeux \| + 9 min 10 s \| \| 7e \| Richard Virenque \| France \| Polti \| + 10 min 03 s \| \| 8e \| Pavel Tonkov \| Russie \| Mapei-Quick Step \| + 10 min 18 s \| \| 9e \| Daniele Nardello \| Italie \| Mapei-Quick Step \| + 10 min 58 s \| \| 10e \| Giuseppe Guerini \| Italie \| Deutsche Telekom \| + 10 min 59 s \| |                   |            |                       |               |
| |                   |            |                       |               |
| |                   |            |                       |               |
| Classement général |                   |            |                       |               |
| Coureur | Coureur           | Pays       | Équipe                | Temps         |
| 1er | Lance Armstrong   | États-Unis | US Postal Service     | DQ            |
| 2e | Abraham Olano     | Espagne    | ONCE-Deutsche Bank    | + 7 min 44 s  |
| 3e | Alex Zülle        | Suisse     | Banesto               | + 7 min 47 s  |
| 4e | Laurent Dufaux    | Suisse     | Saeco-Cannondale      | + 8 min 07 s  |
| 5e | Fernando Escartín | Espagne    | Kelme-Costa Blanca    | + 8 min 53 s  |
| 6e | Stéphane Heulot   | France     | La Française des jeux | + 9 min 10 s  |
| 7e | Richard Virenque  | France     | Polti                 | + 10 min 03 s |
| 8e | Pavel Tonkov      | Russie     | Mapei-Quick Step      | + 10 min 18 s |
| 9e | Daniele Nardello  | Italie     | Mapei-Quick Step      | + 10 min 58 s |
| 10e | Giuseppe Guerini  | Italie     | Deutsche Telekom      | + 10 min 59 s |

## Classements annexes
| Classement par points | Classement par points | Classement par points | Classement par points | Classement par points |
| Coureur               | Coureur               | Pays                  | Équipe                | Points                |
| --------------------- | --------------------- | --------------------- | --------------------- | --------------------- |
| 1er                   | Erik Zabel            | Allemagne             | Deutsche Telekom      | 203 pts               |
| 2e                    | Stuart O'Grady        | Australie             | Crédit Agricole       | 200 pts               |
| 3e                    | George Hincapie       | États-Unis            | US Postal Service     | 139 pts               |
| 4e                    | Tom Steels            | Belgique              | Mapei-Quick Step      | 135 pts               |
| 5e                    | Christophe Capelle    | France                | BigMat-Auber 93       | 132 pts               |

| Classement par points | Classement par points | Classement par points | Classement par points | Classement par points |
| Coureur               | Coureur               | Pays                  | Équipe                | Points                |
| --------------------- | --------------------- | --------------------- | --------------------- | --------------------- |
| 1er                   | Erik Zabel            | Allemagne             | Deutsche Telekom      | 203 pts               |
| 2e                    | Stuart O'Grady        | Australie             | Crédit Agricole       | 200 pts               |
| 3e                    | George Hincapie       | États-Unis            | US Postal Service     | 139 pts               |
| 4e                    | Tom Steels            | Belgique              | Mapei-Quick Step      | 135 pts               |
| 5e                    | Christophe Capelle    | France                | BigMat-Auber 93       | 132 pts               |

| Classement de la montagne | Classement de la montagne | Classement de la montagne | Classement de la montagne | Classement de la montagne |
| Coureur                   | Coureur                   | Pays                      | Équipe                    | Points                    |
| ------------------------- | ------------------------- | ------------------------- | ------------------------- | ------------------------- |
| 1er                       | Richard Virenque          | France                    | Polti                     | 174 pts                   |
| 2e                        | Lance Armstrong           | États-Unis                | US Postal Service         | DQ                        |
| 3e                        | Dimitri Konyshev          | Russie                    | Mercatone Uno-Bianchi     | 105 pts                   |
| 4e                        | Mariano Piccoli           | Italie                    | Lampre-Daikin             | 103 pts                   |
| 5e                        | José Luis Arrieta         | Espagne                   | Banesto                   | 96 pts                    |

| Classement de la montagne | Classement de la montagne | Classement de la montagne | Classement de la montagne | Classement de la montagne |
| Coureur                   | Coureur                   | Pays                      | Équipe                    | Points                    |
| ------------------------- | ------------------------- | ------------------------- | ------------------------- | ------------------------- |
| 1er                       | Richard Virenque          | France                    | Polti                     | 174 pts                   |
| 2e                        | Lance Armstrong           | États-Unis                | US Postal Service         | DQ                        |
| 3e                        | Dimitri Konyshev          | Russie                    | Mercatone Uno-Bianchi     | 105 pts                   |
| 4e                        | Mariano Piccoli           | Italie                    | Lampre-Daikin             | 103 pts                   |
| 5e                        | José Luis Arrieta         | Espagne                   | Banesto                   | 96 pts                    |

| Classement du meilleur jeune | Classement du meilleur jeune | Classement du meilleur jeune | Classement du meilleur jeune     | Classement du meilleur jeune |
| Coureur                      | Coureur                      | Pays                         | Équipe                           | Temps                        |
| ---------------------------- | ---------------------------- | ---------------------------- | -------------------------------- | ---------------------------- |
| 1er                          | Benoît Salmon                | France                       | Casino                           | 56 h 29 min 25 s             |
| 2e                           | Mario Aerts                  | Belgique                     | Lotto-Mobistar                   | + 4 min 59 s                 |
| 3e                           | Francisco Tomás García       | Espagne                      | Vitalicio Seguros-Grupo Generali | + 24 min 35 s                |
| 4e                           | Francisco Mancebo            | Espagne                      | Banesto                          | + 26 min 00 s                |
| 5e                           | Steve De Wolf                | Belgique                     | Cofidis-Le Crédit par Téléphone  | + 27 min 40 s                |

| Classement du meilleur jeune | Classement du meilleur jeune | Classement du meilleur jeune | Classement du meilleur jeune     | Classement du meilleur jeune |
| Coureur                      | Coureur                      | Pays                         | Équipe                           | Temps                        |
| ---------------------------- | ---------------------------- | ---------------------------- | -------------------------------- | ---------------------------- |
| 1er                          | Benoît Salmon                | France                       | Casino                           | 56 h 29 min 25 s             |
| 2e                           | Mario Aerts                  | Belgique                     | Lotto-Mobistar                   | + 4 min 59 s                 |
| 3e                           | Francisco Tomás García       | Espagne                      | Vitalicio Seguros-Grupo Generali | + 24 min 35 s                |
| 4e                           | Francisco Mancebo            | Espagne                      | Banesto                          | + 26 min 00 s                |
| 5e                           | Steve De Wolf                | Belgique                     | Cofidis-Le Crédit par Téléphone  | + 27 min 40 s                |

| Classement par équipes | Classement par équipes | Classement par équipes | Classement par équipes |
| Équipe                 | Équipe                 | Pays                   | Temps                  |
| ---------------------- | ---------------------- | ---------------------- | ---------------------- |
| 1re                    | Festina-Lotus          | France                 | 169 h 10 min 20 s      |
| 2e                     | ONCE-Deutsche Bank     | Espagne                | + 13 min 11 s          |
| 3e                     | Kelme-Costa Blanca     | Espagne                | + 19 min 41 s          |
| 4e                     | Lotto-Mobistar         | Belgique               | + 23 min 25 s          |
| 5e                     | Mapei-Quick Step       | Belgique               | + 26 min 47 s          |

| Classement par équipes | Classement par équipes | Classement par équipes | Classement par équipes |
| Équipe                 | Équipe                 | Pays                   | Temps                  |
| ---------------------- | ---------------------- | ---------------------- | ---------------------- |
| 1re                    | Festina-Lotus          | France                 | 169 h 10 min 20 s      |
| 2e                     | ONCE-Deutsche Bank     | Espagne                | + 13 min 11 s          |
| 3e                     | Kelme-Costa Blanca     | Espagne                | + 19 min 41 s          |
| 4e                     | Lotto-Mobistar         | Belgique               | + 23 min 25 s          |
| 5e                     | Mapei-Quick Step       | Belgique               | + 26 min 47 s          |